# Besate
Besate település Olaszországban, Lombardia régióban, Milánó megyében. Lakosainak száma 2051 fő (2023. január 1.). Besate Casorate Primo, Morimondo, Motta Visconti és Vigevano községekkel határos.

## Népesség
A település népességének változása:
| Lakosok száma | 2098 | 2064 | 2045 | 2051 |
|               | 2013 | 2017 | 2018 | 2023 |